# Römisches Institut der Görres-Gesellschaft
Das Römische Institut der Görres-Gesellschaft (RIGG) ist ein Auslandsinstitut der Görres-Gesellschaft am Campo Santo Teutonico an der Vatikanstadt. Es wurde 1888 gegründet und engagiert sich vor allem im Bereich der Kirchengeschichte und der Christlichen Archäologie sowie in den benachbarten Fächern. Es unterhält gemeinsam mit dem Priesterkolleg am Campo Santo Teutonico eine Bibliothek, die von ihm verwaltet wird. Gemeinsam vom Kolleg und Institut wird die Römische Quartalschrift für Christliche Altertumskunde und Kirchengeschichte herausgegeben. In der Nachfolge von Erwin Gatz wurde 2011 Stefan Heid Direktor des Instituts. Vizedirektor in der Nachfolge von Johannes Grohe ist seit 2024 der Historiker und Archivdirektor Johan Ickx.

## Geschichte
Auf Antrag von Heinrich Finke und Franz Hülskamp beschließt die historische Sektion der Görres-Gesellschaft auf der Generalversammlung in Eichstätt am 25. September 1888 die Gründung eines historischen Instituts (zunächst „Römische Station“) in Rom. Ein „leitendes Komité“ bzw. Direktorium, bestehend aus dem Präsidenten der Görres-Gesellschaft und Universitätsprofessoren (darunter Hermann Grauert und Ludwig Pastor), ist der eigentliche Entscheidungsträger über Forschungsprojekte, die vom Institutsleiter vor Ort auszuführen sind. Ziel der Institutsgründung war die wissenschaftliche Auswertung römischer Archive, die durch die Öffnung der Vatikanarchive 1881 durch Papst Leo XIII. ermöglicht worden war. Sitz des Instituts wurde das 1876 gegründete wissenschaftliche Priesterkolleg beim Campo Santo Teutonico. Bedeutend wurde für die weitere Entwicklung, dass der Gründer des Kollegs Anton de Waal ein großes Interesse an der neuen wissenschaftlichen Disziplin Christliche Archäologie hatte. Die enge Zusammenarbeit zwischen Kolleg und Institut und die lange Amtszeit de Waals sowie dessen enger Kontakt mit Giovanni Battista de Rossi machten das Institut zu einer bedeutenden Begegnungs- und Forschungsstätte. Es wurde eine Fachbibliothek aufgebaut und eine frühchristliche Sammlung angelegt. Die bereits 1887 von de Waal gegründete Fachzeitschrift Römische Quartalschrift für Christliche Altertumskunde und Kirchengeschichte wird seit 1953 gemeinsam vom Kolleg und dem Institut herausgegeben.
Die Arbeit des Instituts begann mit der Ankunft des ersten Leiters (mit dem Titel „Assistent“ bzw. „Sekretär“), des Luxemburger Priesters Johann Peter Kirsch, am 6. Dezember 1888 im Campo Santo Teutonico. Inhaltlich hatte sich der erste Direktor Kirsch zunächst der Erforschung der kurialen Finanzverwaltung im 13. und 14. Jahrhundert konzentriert, wandte sich aber schließlich der Hagiographie, der frühchristlichen Liturgie und dem römischen Kirchenbau zu.
1890 folgte Kirsch einem Ruf auf den Lehrstuhl für Kirchengeschichte und Christliche Archäologie an der Universität Fribourg. Es folgten als Leiter bzw. Direktoren jeweils für wenige Jahre der Eichstätter Priester Joseph Schlecht, der Trierer Priester Stephan Ehses und der Würzburger Priester Franz Miltenberger. Neuer Leiter wurde 1895 Stephan Ehses, der sich auf die Edition der Kölner Nuntiatur und die Herausgabe der Quellen zur Geschichte des Konzils von Trient konzentrierte.
1900 beschloss der Vorstand der Görres-Gesellschaft die Gründung einer Sektion für Christliche Archäologie und Kunstgeschichte am Institut, die auf Joseph Wilpert zugeschnitten war. 1901 wurde die Sektion gegründet, wobei Ehses weiterhin die Gesamtleitung des Instituts zukam. Nach dem Ersten Weltkrieg konnte die Sektion nicht dauerhaft wiederbelebt werden.
Nach dem Ersten Weltkrieg konnte die Arbeit erst 1921 langsam wieder aufgenommen werden. 1926 wurde Kirsch erneut Leiter des Instituts, nachdem dieser seit 1925 Gründungsrektor des Pontificio Istituto di Archeologia Cristiana in Rom war. Weiterhin war die Edition zum Konzil von Trient ein wesentlicher Schwerpunkt der Institutsarbeit, die sich insgesamt auf kirchengeschichtliche Themen konzentrierte.
In der Zeit des Nationalsozialismus bestand das vatikanische Institut auch fort, nachdem die Görres-Gesellschaft in Deutschland 1941 vom NS-Regime aufgehoben worden war. Jedoch musste die Römische Quartalschrift für christliche Altertumskunde und Kirchengeschichte, wie schon im Ersten Weltkrieg, 1942 aus kriegswirtschaftlichen Gründen einstellt werden. Nach dem Zweiten Weltkrieg entwickelt das Institut eigenverantwortliche Aktivität, auch durch öffentliche Vorträge. Das Direktorium ist nunmehr vorrangig Kontrollinstanz zur Qualitätssicherung. Das Institut widmet sich ausschließlich Themen der Geschichte, Kirchengeschichte und Christlichen Archäologie. Für die Mitgliedschaft ist neben einer gewissen akademischen Qualifikation ein Wohnsitz in Italien (in der Regel Rom) bzw. dem Vatikan erforderlich. Inzwischen werden auch Nichtdeutschsprecher aufgenommen, so beispielsweise 2022 der spanische Opus-Dei-Priester Fernando López Arias.
Im Jahr 1949 wurde die Görres-Gesellschaft wiedergegründet und Engelbert Kirschbaum zum Direktor des Instituts ernannt. Die Römische Quartalschrift erschien wieder ab 1953, und zwar im Auftrag des Kollegs und des Instituts. 1962 hatte das Römische Institut 45 Mitglieder. Im zweiten Jahrzehnt des 21. Jahrhunderts stieg die Mitgliederzahl von 65 im Jahr 2010 auf 241 im Jahr 2022 stark an. Am letzten Tag des Jahres 2022 starb als prominentestes Mitglied des RIGG der emeritierte Papst Benedikt XVI.

## Direktoren
- Johann Peter Kirsch (1888–1890)
- Joseph Schlecht (1890–1891)
- Stephan Ehses (1891–1893)
- Franz Miltenberger (1893–1894)
- Stephan Ehses (1895–1926)
- Johann Peter Kirsch (1926–1938)
- Hermann Maria Stoeckle (1938–1949)
- Engelbert Kirschbaum S.J. (1949–1959)
- Ludwig Voelkl (1959–1971)
- Ambrosius Eßer O.P. (1972–1975)
- Erwin Gatz (1975–2010)
- Stefan Heid (seit 2011)

## Stiftung zur Förderung des Römischen Instituts der Görres-Gesellschaft
2012 wurde mit dem Stiftungsforum der katholischen Kirche im Bistum Aachen als Treuhänder die Stiftung zur Förderung des Römischen Instituts der Görres-Gesellschaft errichtet. Sie fördert Wissenschaftler sowie die Mitglieder und Gäste des Instituts vor allem durch Stipendien für Forschungsaufenthalte in Rom sowie durch Druckkostenzuschüsse für Publikationen. Gleichzeitig fördert sie die Fachtagungen des Instituts sowie kurz- und langfristige Forschungsprojekte. Die Stiftung ist 2020 an das Stiftungszentrum des Erzbistums Köln gewechselt.